# Ambridge
Ambridge  è una borough degli Stati Uniti d'America, nella contea di Beaver nello Stato della Pennsylvania. Secondo il censimento del 2000 la popolazione è di 7.769 abitanti.

## Società

### Evoluzione demografica
La composizione etnica vede una prevalenza della razza bianca (85,69%) seguita da quella afroamericana (11,38%), dati del 2000.
| borough di Ambridge Popolazione |       |
| 2000                            | 7.769 |
| Stima al 2009                   | 6.985 |